# Григор'єва Тамара Григорівна
Григор'єва Тамара Григорівна (нар. 31 липня 1938, с. Велика Писарівка Сумської області) — українська комбустіолог та пластичний хірург. Доктор медичних наук, професор, віце-президент Української асоціації комбустіологів та пластичних хірургів. Лавреатка Державної премії України в галузі науки і техніки.

## Біографія і наукова діяльність
Народилась у родині медичних працівників. У 1955 році вступила, як колись батьки, до Харківського медичного інституту на лікувальний факультет, який закінчила 1961 року за фахом «лікувальна справа». 
З 1961 року працює в Харківській медичній академії післядипломної освіти, спочатку на посаді асистентки, згодом — доцентки, від 1992 року — професора кафедри травматології, ортопедії і комбустілогії.
Від 1990 року очолює також Харківський опіковий центр.
У 1964—1976 роках працювала в Інституті загальної та невідкладної хірургії ім. В. Т. Зайцева Національної академії медичних наук України. У 1976 повернулася до Харківської медичної академія післядипломної освіти.
У 1990 році захистила докторську дисертацію на тему «Дермотензия и эпидермальные клеточные трансплантаты кожи в превентивной и восстановительной хирургии ожогов».
До 2007 року була головною позаштатною спеціалісткою управління охорони здоров'я Харківської обласної державної адміністрації з комбустіології.
У 2007 році очолила кафедру комбустіології, реконструктивної та пластичної хірургії Харківської медичної академії післядипломної освіти.
Ініціаторка i розробниця нового напряму в вітчизняній комбустіології i пластичній хірургії — дермотензії. Цей напрямок під керівництвом і за безпосередньої участі Григор'євої був втілений у клінічну практику опікових центрів України. 
Також займалася дослідженнями з проблем консервування і трансплантації клапанів серця, шкіри, кісткового мозку, підшлункової залози, лікування опікової хвороби (зокрема хірургічного лікування опікових ран при вираженому дефіциті донорського пластичного матеріалу).
Член Спеціалізованої ради із захисту кандидатських та докторських дисертацій при Харківському національному медичному університеті, член редакційних рад трьох фахових журналів України.

## Наукові праці
Авторка понад 500 наукових праць, монографій, методичних посібників. 
Основні праці:
- Інтенсивна дермотензія як спосіб хірургічного лікування поширених опікових і посттравматичних ран // Шпитал. хірургія. 1999. № 4;
- Ожоговая болезнь // Междунар. мед. журн. 2000. № 2;
- Холодовая травма I. Патогенез и лечение общего холодового поражения // Там само. 2001. Т. 7, № 1;
- Холодовая травма II. Отморожения // Там само. № 2;
- Квантова біологічна теорія. Х., 2003 (співавт.).

## Відзнаки
За розробку нових технологій раннього хірургічного лікування опіків та їх наслідків разом з групою українських фахівців удостоєна звання Лауреатки Державної премії України в галузі науки і техніки (2002). Має Срібну медаль імені А. В. Подгорного (2008).